# Parastenocaris lacustris
Parastenocaris lacustris is een eenoogkreeftjessoort uit de familie van de Parastenocarididae. De wetenschappelijke naam van de soort is voor het eerst geldig gepubliceerd in 1958 door Chappuis.